# Seznam nepilotovaných letů k ISS
Toto je seznam nepilotovaných kosmických letů k Mezinárodní vesmírné stanici (ISS). V sloupci Mise jsou tučně označeny lety, kterými byly na stanici dopraveny její trvalé moduly (Zarja, Zvezda, Pirs, Poisk, Nauka a Pričal). Ostatní moduly byly na stanici dopraveny americkými raketoplány, tedy pilotovanými lety, a proto v tomto seznamu uvedeny nejsou (jejich přehled je v článku Mezinárodní vesmírná stanice). Zelenou barvou jsou vyznačeny lodi a moduly, kterou jsou v současnosti ve vesmíru, oranžovou pak lodi, které sice odstartovaly, ale nepodařilo se jim k ISS doletět. Modře jsou vyznačeny permanentně připojené moduly, které se k ISS dopravily samostatně nebo v rámci nepilotovaných letů.

## Seznam letů

### 1998–2000
|   | Kosmická loď           | Stát  | Mise           | Nosná raketa | Start (UTC)               | Přistání u ISS (UTC)      | Odpojení (UTC)           | Doba spojení s ISS                   | Zánik (případně přistání) (UTC) |
| - | ---------------------- | ----- | -------------- | ------------ | ------------------------- | ------------------------- | ------------------------ | ------------------------------------ | ------------------------------- |
| 1 | Zarja                  | /     | Skladový modul | Proton-K     | 20. listopadu 1998, 06:40 | první modul stanice       | let pokračuje            | dosud 9743 dní, tj. 26 let a 246 dní | let pokračuje                   |
| 2 | Zvezda                 | Rusko | Servisní modul | Proton-K     | 12. července 2000, 04:56  | 26. července 2000, 00:44  | let pokračuje            | dosud 9134 dní, tj.25 let a 3 dny    | let pokračuje                   |
| 3 | Progress M1-3 - ISS-1P | Rusko | Zásobovací let | Sojuz-U      | 6. srpna 2000, 18:26      | 8. srpna 2000, 20:12      | 1. listopadu 2000, 04:04 | 84 dní, 7 hodin, 51 minut            | 1. listopad 2000                |
| 4 | Progress M1-4 - ISS-2P | Rusko | Zásobovací let | Sojuz-U      | 16. listopadu 2000, 01:32 | 18. listopadu 2000, 03:47 | 1. prosince 2000, 16:22  | 13 dní, 12 hodin, 35 minut           | 8. února 2001                   |
| 4 | Progress M1-4 - ISS-2P | Rusko | Zásobovací let | Sojuz-U      | 16. listopadu 2000, 01:32 | 26. prosince 2000, 11:03  | 8. února 2001, 11:26     | 44 dní, 0 hodin, 23 minut            | 8. února 2001                   |

### 2001–2010
|    | Kosmická loď                 | Stát          | Mise                      | Nosná raketa | Start (UTC)               | Přistání u ISS (UTC)      | Odpojení (UTC)            | Doba spojení s ISS                              | Zánik (případně přistání) (UTC) |
| -- | ---------------------------- | ------------- | ------------------------- | ------------ | ------------------------- | ------------------------- | ------------------------- | ----------------------------------------------- | ------------------------------- |
| 5  | Progress M-44 - ISS-3P       | Rusko         | Zásobovací let            | Sojuz-U      | 26. února 2001, 08:09     | 28. února 2001, 09:50     | 16. dubna 2001, 08:48     | 46 dní, 22 hodin, 58 minut                      | 16. dubna 2001                  |
| 6  | Progress M1-6 - ISS-4P       | Rusko         | Zásobovací let            | Soyuz-FG     | 20. května 2001 22:32     | 23. května 2001, 00:24    | 22. srpna 2001, 06:02     | 91 dní, 5 hodin, 38 minut                       | 22. srpna 2001                  |
| 7  | Progress M-45 - ISS-5P       | Rusko         | Zásobovací let            | Sojuz-U      | 21. srpna 2001, 09:24     | 23. srpna 23 2001, 09:51  | 22. listopadu 2001, 16:12 | 91 dní, 6 hodin, 21 minut                       | 22. listopadu 2001              |
| 8  | Pirs - ISS-4R                | Rusko         | dokovací modul            | Soyuz-U      | 14. září 2001, 23:35      | 17. září 2001, 01:05      | 26. července 2021, 10:55  | 7 252 dní (19 let a 312 dní), 9 hodin, 50 minut | 26. července 2021               |
| 8  | Progress M-SO1 - ISS-4R      | Rusko         | Doprava modulu Pirs       | Soyuz-U      | 14. září 2001, 23:35      | 17. září 2001, 01:05      | 26. září 2001, 15:36      | 9 dní, 14 hodin, 31 minut                       | 26. září 2001                   |
| 9  | Progress M1-7 - ISS-6P       | Rusko         | Zásobovací let            | Sojuz-FG     | 26. listopadu 2001, 18:24 | 28. listopadu 2001, 19:43 | 19. března 2002, 17:43    | 110 dní, 22 hodin, 0 minut                      | 20. března 2002                 |
| 10 | Progress M1-8 - ISS-7P       | Rusko         | Zásobovací let            | Sojuz-U      | 21. března 2002, 20:13    | 24. března 2002, 20:57    | 25. června 2002, 08:26    | 92 dní, 11 hodin, 29 minut                      | 25. června 2002                 |
| 11 | Progress M-46 - ISS-8P       | Rusko         | Zásobovací let            | Sojuz-U      | 26. června 2002 05:36     | 29. června 2002, 06:23    | 24. září 2002, 13:59      | 87 dní, 7 hodin, 36 minut                       | 14. října 2002                  |
| 12 | Progress M1-9 - ISS-9P       | Rusko         | Zásobovací let            | Sojuz-FG     | 25. září 2002, 16:58      | 29. září 2002, 17:00      | 1. února 2003, 16:00      | 124 dní, 23 hodin, 0 minut                      | 1. února 2003                   |
| 13 | Progress M-47 - ISS-10P      | Rusko         | Zásobovací let            | Sojuz-U      | 2. února 2003, 12:59      | 4. února 2003, 04:49      | 28. srpna 2003, 22:48     | 205 dní, 7 hodin, 59 minut                      | 28. srpna 2003                  |
| 14 | Progress M1-10 - ISS-11P     | Rusko         | Zásobovací let            | Sojuz-U      | 8. června 2003, 10:34     | 11. června 2003, 11:15    | 4. září 2003, 19:41       | 85 dní, 8 hodin, 26 minut                       | 3. října 2003                   |
| 15 | Progress M-48 - ISS-12P      | Rusko         | Zásobovací let            | Sojuz-U      | 29. srpna 2003, 01:48     | 31. srpna 2003, 03:40     | 28. ledna 2004, 08:35     | 150 dní, 4 hodin, 55 minut                      | 28. ledna 2004                  |
| 16 | Progress M1-11 - ISS-13P     | Rusko         | Zásobovací let            | Sojuz-U      | 29. ledna 2004, 11:58     | 31. ledna 2004, 13:13     | 24. května 2004, 09:19    | 113 dní, 20 hodin, 6 minut                      | 3. června 2004                  |
| 17 | Progress M-49 - ISS-14P      | Rusko         | Zásobovací let            | Sojuz-U      | 25. května 2004, 12:34    | 27. května 2004, 13:54    | 30. července 2004, 06:05  | 63 dní, 16 hodin, 11 minut                      | 30. července 2004               |
| 18 | Progress M-50 - ISS-15P      | Rusko         | Zásobovací let            | Sojuz-U      | 11. srpna 2004, 05:03     | 14. srpna 2004, 05:03     | 22. prosince 2004, 18:37  | 130 dní, 13 hodin, 34 minut                     | 22. prosince 2004               |
| 19 | Progress M-51 - ISS-16P      | Rusko         | Zásobovací let            | Sojuz-U      | 23. prosince 2004, 22:19  | 25. prosince 2004, 23:58  | 27. února 2005, 16:07     | 63 dní, 16 hodin, 9 minut                       | 9. března 2005                  |
| 20 | Progress M-52 - ISS-17P      | Rusko         | Zásobovací let            | Sojuz-U      | 28. února 2005, 19:09     | 2. března 2005, 19:10     | 16. června 2005, 20:15    | 106 dní, 1 hodina, 5 minut                      | 16. června 2005                 |
| 21 | Progress M-53 - ISS-18P      | Rusko         | Zásobovací let            | Sojuz-U      | 16. června 2005, 23:09    | 19. června 2005, 00:45    | 7. září 2005, 06:26       | 80 dní, 5 hodin, 41 minut                       | 7. září 2005                    |
| 22 | Progress M-54 - ISS-19P      | Rusko         | Zásobovací let            | Sojuz-U      | 8. září 2005, 09:08       | 10. září 2005, 10:42      | 3. března 2006, 10:06     | 173 dní, 23 hodin, 24 minut                     | 3. března 2006                  |
| 23 | Progress M-55 - ISS-20P      | Rusko         | Zásobovací let            | Sojuz-U      | 21. prosince 2005, 18:38  | 23. prosince 2005, 19:46  | 19. června 2006 14:06     | 177 dní, 18 hodin, 21 minut                     | 19. června 2006                 |
| 24 | Progress M-56 - ISS-21P      | Rusko         | Zásobovací let            | Sojuz-U      | 24. dubna 2006, 16:03     | 26. dubna 2006, 16:12     | 19. září 2006 00:28       | 145 dní, 6 hodin, 47 minut                      | 19. září 2006                   |
| 25 | Progress M-57 - ISS-22P      | Rusko         | Zásobovací let            | Sojuz-U      | 24. června 2006, 15:08    | 26. června 2006, 16:24    | 16. ledna 2007 23:32      | 204 dní, 7 hodin, 8 minut                       | 17. ledna 2007                  |
| 26 | Progress M-58 - ISS-23P      | Rusko         | Zásobovací let            | Sojuz-U      | 23. října 2006, 13:41     | 26. října 2006, 14:28     | 27. března 2007 , 18:00   | 152 dní, 3 hodiny, 32 minut                     | 27. března 2007                 |
| 27 | Progress M-59 - ISS-24P      | Rusko         | Zásobovací let            | Sojuz-U      | 18. ledna 2007, 02:12     | 20. ledna 2007, 03:58     | 1. srpna 2007, 14:07      | 193 dní, 10 hodin, 9 minut                      | 1. srpna 2007                   |
| 28 | Progress M-60 - ISS-25P      | Rusko         | Zásobovací let            | Sojuz-U      | 12. května 2007, 03:25    | 15. května 2007, 05:10    | 19. září 2007, 00:37      | 126 dní, 19 hodin, 27 minut                     | 25. září 2007                   |
| 29 | Progress M-61 - ISS-26P      | Rusko         | Zásobovací let            | Sojuz-U      | 2. srpna 2007, 17:34      | 5. srpna 2007, 18:40      | 22. prosince 2007, 04:00  | 138 dní, 9 hodin, 20 minut                      | 22. ledna 2008                  |
| 30 | Progress M-62 - ISS-27P      | Rusko         | Zásobovací let            | Sojuz-U      | 23. prosince 2007, 07:12  | 26. prosince 2007, 08:14  | 4. února 2008, 10:32      | 40 dní, 2 hodin, 18 minut                       | 15. února 2008                  |
| 31 | Progress M-63 - ISS-28P      | Rusko         | Zásobovací let            | Sojuz-U      | 5. února 2008, 13:02      | 7. února 2008, 14:30\|    | 7. dubna 2008, 8:49       | 59 dní, 18 hodin, 19 minut                      | 7. dubna 2008                   |
| 32 | ATV-1 Jules Verne - ISS-ATV1 | Evropská unie | Zásobovací a zkušební let | Ariane 5ES   | 9. března 2008, 04:03     | 3. dubna 2008, 14:45      | 5. září 2008, 21:29       | 155 dní, 6 hodin, 44 minut                      | 29. září 2008                   |
| 33 | Progress M-64 - ISS-29P      | Rusko         | Zásobovací let            | Sojuz-U      | 14. května 2008, 20:22    | 16. května 2008, 21:39    | 1. září 2008, 19:47       | 107 dní, 22 hodin, 8 minut                      | 8. září 2008                    |
| 34 | Progress M-65 - ISS-30P      | Rusko         | Zásobovací let            | Sojuz-U      | 10. září 2008, 19:50      | 17. září 2008, 18:43      | 14. listopadu 2008, 16:19 | 57 dní, 21 hodin, 36 minut                      | 7. prosince 2008                |
| 35 | Progress M-01M - ISS-31P     | Rusko         | Zásobovací let            | Sojuz-U      | 26. listopadu 2008, 12:38 | 30. listopadu 2008, 12:28 | 6. února 2009, 04:10      | 67 dní, 15 hodin, 42 minut                      | 8. února 2009                   |
| 36 | Progress M-66 - ISS-32P      | Rusko         | Zásobovací let            | Sojuz-U      | 10. února 2009, 05:49     | 13. února 2009, 07:18     | 6. května 2009, 15:17     | 82 dní, 7 hodin, 59 minut                       | 18. května 2009                 |
| 37 | Progress M-02M - ISS-33P     | Rusko         | Zásobovací let            | Sojuz-U      | 7. května 2009, 18:37     | 12. května 2009, 19:24    | 30. června 2009 18:29     | 53 dní, 23 hodin, 52 minut                      | 13. července 2009               |
| 38 | Progress M-67 - ISS-34P      | Rusko         | Zásobovací let            | Sojuz-U      | 24. července 2009, 10:56  | 29. července 2009, 11:12  | 21. září 2009 07:25       | 53 dní, 20 hodin, 13 minut                      | 27. září 2009                   |
| 39 | HTV-1 - ISS-HTV1             | Japonsko      | Zásobovací a zkušební let | H-IIB        | 10. září 2009, 17:01      | 17. září 2009, 22:26      | 30. října 2009, 15:02     | 42 dní, 16 hodin, 36 minut                      | 1. listopadu 2009               |
| 40 | Progress M-03M - ISS-35P     | Rusko         | Zásobovací let            | Sojuz-U      | 15. října 2009, 01:14     | 18. října 2009, 01:40     | 22. dubna 2010, 16:32     | 186 dní, 14 hodin, 52 minut                     | 27. dubna 2010 18:07            |
| 41 | Poisk - ISS-5R               | Rusko         | Dokovací a vědecký modul  | Sojuz-U      | 10. listopadu 2009, 14:22 | 12. listopadu 2009, 15:44 | let pokračuje             | dosud 5738 dní, tj. 15 let a 259 dní            | let pokračuje                   |
| 41 | Progress M-MIM2 - ISS-5R     | Rusko         | Doprava modulu Poisk      | Sojuz-U      | 10. listopadu 2009, 14:22 | 12. listopadu 2009, 15:44 | 8. prosince 2009, 00:16   | 25 dní, 8 hodin, 32 minut                       | 8. prosince 2009                |
| 42 | Progress M-04M - ISS-36P     | Rusko         | Zásobovací let            | Sojuz-U      | 3. února 2010, 03:45      | 5. února 2010, 04:26      | 10. května 2010, 11:16    | 94 dní, 6 hodin, 50 minut                       | 1. července 2010, 14:40         |
| 43 | Progress M-05M - ISS-37P     | Rusko         | Zásobovací let            | Sojuz-U      | 28. dubna 2010, 16:15     | 1. května 2010, 18:32     | 25. října 2010 14:22      | 176 dní, 19 hodin, 50 minut                     | 15. listopadu 2010              |
| 44 | Progress M-06M - ISS-38P     | Rusko         | Zásobovací let            | Sojuz-U      | 30. června 2010, 15:35    | 4. července 2010, 16:15   | 31. srpna 2010, 11:21     | 57 dní, 19 hodin, 4 minuty                      | 6. září 2010, 12:23             |
| 45 | Progress M-07M - ISS-39P     | Rusko         | Zásobovací let            | Sojuz-U      | 10. září 2010, 10:22      | 12. září 2010, 11:57      | 20. února 2011, 13:12     | 161 dní, 1 hodina, 15 minut                     | 20. února 2011                  |
| 46 | Progress M-08M - ISS-40P     | Rusko         | Zásobovací let            | Sojuz-U      | 27. října 2010, 15:11     | 30. října 2010, 16:35     | 24. ledna 2011, 00:42     | 85 dní, 8 hodin, 6 minut                        | 24. ledna 2011                  |

### 2011–2020
|     | Kosmická loď                     | Stát          | Mise                              | Nosná raketa     | Start (UTC)                  | Přistání u ISS (UTC) | Odpojení (UTC) | Doba spojení s ISS | Zánik (případně přistání) (UTC)            |
| --- | -------------------------------- | ------------- | --------------------------------- | ---------------- | ---------------------------- | --- | --- | --- | ------------------------------------------ |
| 47  | HTV-2 - ISS-HTV2                 | Japonsko      | Zásobovací let                    | H-IIB            | 22. ledna 2011, 05:37        | 27. ledna 2011, 14:51 | 28. března 2011, 13:43 | 59 dní, 22 hodin, 52 minut | 30. března 2011                            |
| 48  | Progress M-09M - ISS-41P         | Rusko         | Zásobovací let                    | Sojuz-U          | 28. ledna 2011, 01:31        | 30. ledna 2011, 02:39 | 22. dubna 2011, 11:41 | 82 dní, 9 hodin, 2 minuty | 26. dubna 2011                             |
| 49  | ATV-2 Johannes Kepler - ISS-ATV2 | Evropská unie | Zásobovací let                    | Ariane 5ES       | 16. února 2011, 21:50        | 24. února 2011, 15:59 | 20. června 2011, 14:46 | 115 dní, 22 hodin, 47 minut | 21. června 2011                            |
| 50  | Progress M-10M - ISS-42P         | Rusko         | Zásobovací let                    | Sojuz-U          | 27. dubna 2011, 13:05        | 29. dubna 2011, 14:28 | 29. října 2011, 09:04 | 182 dní, 18 hodin, 36 minut | 29. října 2011                             |
| 51  | Progress M-11M - ISS-43P         | Rusko         | Zásobovací let                    | Sojuz-U          | 21. června 2011, 14:38       | 23. června 2011, 16:37 | 23. srpna 2011, 09:37 | 60 dní, 17 hodin, 0 minut | 1. září 2011                               |
| 52  | Progress M-12M - ISS-44P         | Rusko         | Zásobovací let                    | Sojuz-U          | 24. srpna 2011, 13:00        | loď zničena při nepovedeném pokusu o start | loď zničena při nepovedeném pokusu o start | loď zničena při nepovedeném pokusu o start | loď zničena při nepovedeném pokusu o start |
| 53  | Progress M-13M - ISS-45P         | Rusko         | Zásobovací let                    | Sojuz-U          | 30. října 2011, 10:11        | 2. listopadu 2011, 11:41 | 23. ledna 2012, 22:09 | 82 dní, 10 hodin, 28 minut | 25. ledna 2012                             |
| 54  | Progress M-14M - ISS-46P         | Rusko         | Zásobovací let                    | Sojuz-U          | 25. ledna 2012, 23:07        | 28. ledna 2012, 00:09 | 19. dubna 2012, 11:04 | 82 dní, 10 hodin, 55 minut | 28. dubna 2012                             |
| 55  | ATV-3 Edoardo Amaldi - ATV-3     | Evropská unie | Zásobovací let                    | Ariane 5ES       | 23. března 2012, 04:34       | 28. března 2012, 22:31 | 28. září 2012, 21:44 | 183 dní, 23 hodin, 13 minut | 3. října 2012                              |
| 56  | Progress M-15M - ISS-47P         | Rusko         | Zásobovací let                    | Sojuz-U          | 20. dubna 2012, 12:50:24     | 22. dubna 2012, 14:36 | 22. července 2012, 20:26 | 91 dní, 5 hodin, 50 minut | 20. srpna 2012                             |
| 56  | Progress M-15M - ISS-47P         | Rusko         | Zásobovací let                    | Sojuz-U          | 20. dubna 2012, 12:50:24     | 29. července 2012, 01:01 | 30. července 2012, 21:19 | 1 den, 20 hodin, 18 minut | 20. srpna 2012                             |
| 57  | Dragon C2+ - CRS SpX-D           | USA           | Zásobovací let                    | Falcon 9         | 22. května 2012, 07:44:38    | 25. května 2012, 16:02 | 31. května 2012, 08:07 | 5 dní, 16 hodin, 5 minut | 31. května 2012, 15:42 (přistání)          |
| 58  | Kounotori 3 - HTV-3              | Japonsko      | Zásobovací let                    | H-IIB            | 21. července 2012, 02:06:18  | 27. července 2012, 14:34 | 12. září 2012, 11:50 | 46 dní, 21 hodin, 16 minut | 14. září 2012                              |
| 59  | Progress M-16M - ISS-48P         | Rusko         | Zásobovací let                    | Sojuz-U          | 1. srpna 2012, 19:35:13      | 2. srpna 2012, 01:18 | 9. února 2013, 13:15 | 191 dní, 11 hodin, 57 minut | 9. února 2013                              |
| 60  | SpaceX CRS-1 - CRS SpX-1         | USA           | Zásobovací let                    | Falcon 9         | 7. října 2012, 00:35:00      | 10. října 2012, 13:03 | 28. října 2012, 11:19 | 17 dní, 22 hodin, 16 minut | 28. října 2012, 19:22 (přistání)           |
| 61  | Progress M-17M - ISS-49P         | Rusko         | Zásobovací let                    | Sojuz-U          | 31. října 2012, 07:41:19     | 31. října 2012, 13:33 | 15. dubna 2013, 12:02 | 165 dní, 22 hodin, 29 minut | 21. dubna 2013                             |
| 62  | Progress M-18M - ISS-50P         | Rusko         | Zásobovací let                    | Sojuz-U          | 11. února 2013, 14:41:46     | 11. února 2013, 20:35 | 25. července 2013, 20:43 | 164 dní, 0 hodin, 8 minut | 26. července 2013                          |
| 63  | SpaceX CRS-2 - CRS SpX-2         | USA           | Zásobovací let                    | Falcon 9         | 1. března 2013, 15:10:13     | 3. března 2013, 13:56 | 26. března 2013, 08:10 | 22 dní, 18 hodin, 14 minut | 26. března 2013, 16:34 (přistání)          |
| 64  | Progress M-19M - ISS-51P         | Rusko         | Zásobovací let                    | Sojuz-U          | 24. dubna 2013, 10:12:16     | 26. dubna 2013, 12:25 | 11. června 2013, 13:58 | 46 dní, 1 hodina, 33 minut | 19. června 2013                            |
| 65  | ATV-4 Albert Einstein - ATV-4    | Evropská unie | Zásobovací let                    | Ariane 5ES       | 5. června 2013, 21:52:11     | 15. června 2013, 14:07 | 28. října 2013, 08:55 | 134 dní, 18 hodin, 48 minut | 2. listopadu 2013                          |
| 66  | Progress M-20M - ISS-52P         | Rusko         | Zásobovací let                    | Sojuz-U          | 27. července 2013, 20:45     | 28. července 2013, 02:26 | 3. února 2014, 16:21 | 190 dní, 13 hodin, 55 minut | 11. února 2014                             |
| 67  | Kounotori 4 - HTV-4              | Japonsko      | Zásobovací let                    | H-IIB            | 3. srpna 2013, 19:48:46      | 9. srpna 2013, 15:38 | 4. září 2013, 12:07 | 25 dní, 20 hodin, 29 minut | 7. září 2013                               |
| 68  | Cygnus D1 - CRS Orb-D            | USA           | Zásobovací let                    | Antares          | 18. září 2013, 14:58         | 29. září 2013, 12:44 | 22. října 2013, 10:04 | 22 dní, 21 hodin, 20 minut | 23. října 2013                             |
| 69  | Progress M-21M - ISS-53P         | Rusko         | Zásobovací let                    | Sojuz-U          | 25. listopadu 2013, 20:53:06 | 29. listopadu 2013, 22:30 | 23. dubna 2014, 08:58 | 144 dní, 10 hodin, 28 minut | 9. června 2014                             |
| 69  | Progress M-21M - ISS-53P         | Rusko         | Zásobovací let                    | Sojuz-U          | 25. listopadu 2013, 20:53:06 | 25. dubna 2014, 12:13 | 9. června 2014, 13:29 | 46 dní, 1 hodina, 16 minut | 9. června 2014                             |
| 70  | Cygnus Orb-1 - CRS Orb-1         | USA           | Zásobovací let                    | Antares          | 9. ledna 2014, 18:07:05      | 12. ledna 2014, 13:05 | 18. února 2014, 10:25 | 36 dní, 21 hodin, 20 minut | 19. února 2014                             |
| 71  | Progress M-22M - ISS-54P         | Rusko         | Zásobovací let                    | Sojuz-U          | 5. února 2014, 16:23:32      | 5. února 2014, 22:22 | 7. dubna 2014, 13:58 | 60 dní, 15 hodin, 36 minut | 18. dubna 2014                             |
| 72  | Progress M-23M - ISS-55P         | Rusko         | Zásobovací let                    | Sojuz-U          | 9. dubna 2014, 15:26:27      | 9. dubna 2014, 21:14 | 21. června 2014, 21:44 | 103 dní, 0 hodin, 30 minut | 31. července 2014                          |
| 73  | SpaceX CRS-3 - CRS SpX-3         | USA           | Zásobovací let                    | Falcon 9         | 18. dubna 2014, 19:25:22     | 20. dubna 2014, 14:06 | 18. května 2014, 11:55 | 27 dní, 21 hodin, 49 minut | 18. května 2014, 19:05 (přistání)          |
| 74  | Cygnus Orb-2 - CRS Orb-2         | USA           | Zásobovací let                    | Antares          | 13. července 2014, 16:52:14  | 16. července 2014, 12:53 | 15. srpna 2014, 09:14 | 29 dní, 20 hodin, 21 minut | 17. srpna 2014                             |
| 75  | Progress M-24M - ISS-56P         | Rusko         | Zásobovací let                    | Sojuz-U          | 23. července 2014, 21:44:44  | 24. července 2014, 03:31 | 27. října 2014, 05:38 | 95 dní, 2 hodiny, 7 minut | 19. listopadu 2014                         |
| 76  | ATV-5 Georges Lemaître - ATV-5   | Evropská unie | Zásobovací let                    | Ariane 5ES       | 29. července 2014, 23:47:38  | 12. srpna 2014, 13:30 | 14. února 2015, 13:42 | 186 dní, 0 hodin, 12 minut | 15. února 2015                             |
| 77  | SpaceX CRS-4 - CRS SpX-4         | USA           | Zásobovací let                    | Falcon 9         | 21. září 2014, 05:52:03      | 23. září 2014, 13:21 | 25. října 2014, 12:02 | 31 dní, 22 hodin, 41 minut | 25. října 2014, 19:39 (přistání)           |
| 78  | Cygnus CRS Orb-3 - CRS Orb-3     | USA           | Zásobovací let                    | Antares 130      | 28. října 2014, 22:22:38     | Exploze při startu | Exploze při startu | Exploze při startu | Exploze při startu                         |
| 79  | Progress M-25M - ISS-57P         | Rusko         | Zásobovací let                    | Sojuz-2.1a       | 29. října 2014, 07:09:43     | 29. října 2014, 13:08 | 25. dubna 2015, 06:41 | 177 dní, 17 hodin, 33 minut | 26. dubna 2015                             |
| 80  | SpaceX CRS-5 - CRS SpX-5         | USA           | Zásobovací let                    | Falcon 9         | 10. ledna 2015, 09:47:10     | 12. ledna 2015, 13:54 | 10. února 2015, 17:11 | 29 dnů, 3 hodiny, 17 minut | 11. února 2015, 00:44 (přistání)           |
| 81  | Progress M-26M - ISS-58P         | Rusko         | Zásobovací let                    | Sojuz-U          | 17. února 2015, 11:00:17     | 17. února 2015, 16:57 | 14. srpna 2015, 10:19 | 177 dní, 17 hodin, 22 minut | 14. srpna 2015                             |
| 82  | SpaceX CRS-6 - CRS SpX-6         | USA           | Zásobovací let                    | Falcon 9         | 14. dubna 2015, 20:10:41     | 17. dubna 2015, 13:29 | 21. května 2015, 09:29 | 33 dní, 21 hodin, 0 minut | 21. května 2015, 16:42 (přistání)          |
| 83  | Progress M-27M - ISS-59P         | Rusko         | Zásobovací let                    | Sojuz-2.1a       | 28. dubna 2015, 07:09:50     | Při oddělení od třetího stupně nosné rakety došlo k poškození a ztrátě kontroly nad lodí, po několika dnech zanikla v atmosféře Země.                      | Při oddělení od třetího stupně nosné rakety došlo k poškození a ztrátě kontroly nad lodí, po několika dnech zanikla v atmosféře Země.                      | Při oddělení od třetího stupně nosné rakety došlo k poškození a ztrátě kontroly nad lodí, po několika dnech zanikla v atmosféře Země.                      | 8. května 2015                             |
| 84  | SpaceX CRS-7 - CRS SpX-7         | USA           | Zásobovací let                    | Falcon 9         | 28. června 2015, 14:21       | Exploze nosné rakety při startu | Exploze nosné rakety při startu | Exploze nosné rakety při startu | Exploze nosné rakety při startu            |
| 85  | Progress M-28M - ISS-60P         | Rusko         | Zásobovací let                    | Sojuz-U          | 3. července 2015, 04:55:48   | 5. července 2015, 07:11 | 19. prosince 2015, 07:35 | 151 dní, 0 hodin, 24 minut | 19. prosince 2015                          |
| 86  | Kounotori 5 - HTV-5              | Japonsko      | Zásobovací let                    | H-IIB            | 19. srpna 2015, 11:50:49     | 24. srpna 2015, 14:02 | 28. září 2015, 16:53 | 34 dní, 23 hodin, 25 minut | 28. září 2013                              |
| 87  | Progress M-29M - ISS-61P         | Rusko         | Zásobovací let                    | Sojuz-U          | 1. října 2015, 16:49:48      | 1. října 2015, 22:54 | 30. března 2016, 14:14 | 171 dní, 15 hodin, 20 minut | 8. dubna 2015                              |
| 88  | Cygnus Orb-4 - CRS OA-4          | USA           | Zásobovací let                    | Atlas V 401      | 6. prosince 2015, 21:44:57   | 9. prosince 2015, 14:14 | 19. února 2016, 12:25 | 71 dní, 22 hodin, 11 minut | 20. února 2016                             |
| 89  | Progress MS-1 - ISS-62P          | Rusko         | Zásobovací let                    | Sojuz-2.1a       | 21. prosince 2015, 08:44:39  | 23. prosince 2015, 10:27 | 3. července 2016, 03:48 | 192 dní, 17 hodin, 21 minut | 3. července 2016                           |
| 90  | Cygnus CRS OA-6 - CRS OA-6       | USA           | Zásobovací let                    | Atlas V 401      | 22. března 2016, 03:05:52    | 26. března 2016, 14:52 | 14. června 2016, 11:43 | 79 dní, 20 hodin, 51 minut | 22. června 2016                            |
| 91  | Progress MS-02 - ISS-63P         | Rusko         | Zásobovací let                    | Sojuz-2.1a       | 31. března 2016, 16:23:58    | 2. dubna 2016, 17:58 | 14. října 2016, 09:37 | 194 dní, 15 hodin, 39 minut | 14. října 2016                             |
| 92  | SpaceX CRS-8 - CRS SpX-8         | USA           | Zásobovací let                    | Falcon 9         | 8. dubna 2016, 20:43:00      | 10. dubna 2016, 13:57 | 11. května 2016, 13:19 | 30 dnů, 23 hodin, 22 minut | 11. května 2016, 18:31 (přistání)          |
| 93  | Progress MS-03 - ISS-64P         | Rusko         | Zásobovací let                    | Sojuz-2.1a       | 16. července 2016, 21:41:45  | 19. července 2016, 00:20 | 31. ledna 2017, 14:25 | 196 dní, 14 hodin, 5 minut | 31. ledna 2017                             |
| 94  | SpaceX CRS-9 - CRS SpX-9         | USA           | Zásobovací let                    | Falcon 9         | 18. července 2016, 04:45:29  | 20. července 2016, 13:45 | 26. srpna 2016, 10:11 | 36 dnů, 20 hodin, 26 minut | 26. srpna 2016, 15:47 (přistání)           |
| 95  | Cygnus CRS OA-5 - CRS OA-5       | USA           | Zásobovací let                    | Antares 230      | 17. října 2016, 23:45:40     | 23. října 2016, 11:28 | 21. listopadu 2016, 12:35 | 29 dní, 1 hodina, 7 minut | 28. listopadu 2016                         |
| 96  | Progress MS-04 - ISS-65P         | Rusko         | Zásobovací let                    | Sojuz-U          | 1. prosince 2016, 14:51:45   | Selhání třetího stupně nosné rakety a ztráta Progressu | Selhání třetího stupně nosné rakety a ztráta Progressu | Selhání třetího stupně nosné rakety a ztráta Progressu | 1. prosince 2016                           |
| 97  | Kounotori 6 - HTV-6              | Japonsko      | Zásobovací let                    | H-IIB            | 9. prosince 2016, 13:26:47   | 13. prosince 2016, 10:37 | 27. ledna 2017, 15:46 | 45 dní, 5 hodin, 9 minut | 5. února 2017                              |
| 98  | SpaceX CRS-10 - CRS SpX-10       | USA           | Zásobovací let, přístroj SAGE III | Falcon 9         | 19. února 2017, 14:38:58     | 23. února 2017, 13:12 | 18. března 2017, 21:20 | 23 dní, 8 hodin, 8 minut | 19. března 2017, 14:46 (přistání)          |
| 99  | Progress MS-05 - ISS-66P         | Rusko         | Zásobovací let                    | Sojuz-U          | 22. února 2017, 05:58:33     | 24. února 2017, 08:34 | 20. července 2017, 12:00 | 146 dní, 3 hodiny, 30 minut | 20. července 2017                          |
| 100 | Cygnus CRS OA-7 - CRS OA-7       | USA           | Zásobovací let                    | Atlas V 401      | 18. dubna 2017, 15:11        | 22. dubna 2017, 10:16 | 4. června 2017, 11:05 | 43 dní, 0 hodin, 49 minut | 3. července 2017                           |
| 101 | SpaceX CRS-11 - CRS SpX-11       | USA           | Zásobovací let                    | Falcon 9         | 3. června 2017, 21:07:38     | 5. června 2017, 16:07 | 2. července 2017, 18:00 | 27 dní, 1 hodina, 53 minut | 3. července 2017, 12:12 (přistání)         |
| 102 | Progress MS-06 - ISS-67P         | Rusko         | Zásobovací let                    | Sojuz-2.1a       | 14. června 2017, 09:20       | 16. června 2017, 11:37 | 28. prosince 2017, 01:03:30 | 194 dní, 13 hodin, 26 minut | 28. prosince 2017                          |
| 103 | SpaceX CRS-12 - CRS SpX-12       | USA           | Zásobovací let                    | Falcon 9         | 14. srpna 2017, 16:31:37     | 16. srpen 2017, 10:52 | 16. září 2017, 08:40 | 31 dní, 21 hodin, 48 minut | 17. září 2017. 14:14 (přistání)            |
| 104 | Progress MS-07 - ISS-68P         | Rusko         | Zásobovací let                    | Sojuz- 2.1a      | 14. října 2017, 08:47:11     | 16. října 2017, 11:04 | 28. března 2018, 13:50 | 163 dní, 13 hodin, 50 minut | 26. dubna 2018                             |
| 105 | Cygnus CRS OA-8 - CRS OA-8       | USA           | Zásobovací let                    | Antares 230      | 12. listopadu 2017, 12:20:26 | 14. listopadu 2017 10:04 | 6. prosince 2017, 13:11 | 22 dní, 3 hodiny, 7 minut | 18. prosince 2017                          |
| 106 | SpaceX CRS-13 - CRS SpX-13       | USA           | Zásobovací let                    | Falcon 9         | 15. prosince 2017, 15:36:00  | 17. prosince 2017, 10:57 | 13. ledna 2018, 09:58 | 26 dní, 23 hodiny, 1 minuta | 13. ledna 2018, 15:37 (přistání)           |
| 107 | Progress MS-08 - ISS-69P         | Rusko         | Zásobovací let                    | Sojuz- 2.1a      | 13. února 2018, 08:13:33     | 15. února 2018, 10:38 | 23. srpna 2018, 02:16 | 188 dní, 15 hodiny, 38 minut | 30. srpna 2018                             |
| 108 | SpaceX CRS-14 - CRS SpX-14       | USA           | Zásobovací let                    | Falcon 9         | 2. dubna 2018, 20:30:38      | 4. dubna 2018, 13:00 | 5. května 2018, 13:23 | 31 dní, 0 hodin, 23 minut | 5. května 2018, 19:03 (přistání)           |
| 109 | Cygnus CRS OA-9E - CRS OA-9E     | USA           | Zásobovací let                    | Antares 230      | 21. května 2018, 08:44:06    | 24. května 2018 12:13 | 15. července 2018 12:37 | 55 dní, 3 hodiny, 53 minut | 30. července 2018                          |
| 110 | SpaceX CRS-15 - CRS SpX-15       | USA           | Zásobovací let                    | Falcon 9         | 29. června 2018, 09:42:42    | 2. července 2018, 10:54 | 3. srpna 2018, 16:38 | 32 dní, 5 hodin, 44 minut | 3. srpna 2018, 22:17 (přistání)            |
| 111 | Progress MS-09 - ISS-70P         | Rusko         | Zásobovací let                    | Sojuz- 2.1a      | 9. července 2018, 21:51:33   | 10. července 2018, 01:31 | 25. ledna 2019, 12:55 | 199 dní, 11 hodin, 24 minut | 25. ledna 2019                             |
| 112 | Kounotori 7 - HTV-7              | Japonsko      | Zásobovací let                    | H-IIB            | 22. září 2018, 17:52:27      | 27. září 2018, 12:00 | 6. listopadu 2018, 23:32 | 40 dní, 11 hodin, 32 minut | 10. listopadu 2018                         |
| 113 | Progress MS-10 - ISS-71P         | Rusko         | Zásobovací let                    | Sojuz-FG         | 16. listopadu 2018, 18:14:08 | 18. listopadu 2018, 19:28 | 4. června 2019, 08:40 | 197 dní, 13 hodin, 12 minut | 4. června 2019                             |
| 114 | Cygnus NG-10 - CRS NG-10E        | USA           | Zásobovací let                    | Antares 230      | 17. listopadu 2018, 09:01:31 | 19. listopadu 2018 12:31 | 8. února 2019 16:16 | 81 dní, 3 hodiny, 45 minut | 25. února 2019                             |
| 115 | SpaceX CRS-16 - CRS SpX-16       | USA           | Zásobovací let                    | Falcon 9 Block 5 | 5. prosince 2018, 18:16      | 8. prosince 2018, 15:36 | 3. leden 2019, 23:33 | 36 dní, 7 hodin, 57 minut | 14. leden 2019, 05:10 (přistání)           |
| 116 | Crew Dragon Demo 1 - SpX-DM1     | USA           | Zkušební let                      | Falcon 9 Block 5 | 2. března 2019, 07:49        | 3. března 2019, 10:51 | 8. března 2019, 07:32 | 4 dny, 20 hodin, 41 minut | 8. března 2019, 13:45                      |
| 117 | Progress MS-11 - ISS-72P         | Rusko         | Zásobovací let                    | Sojuz-2.1a       | 4. dubna 2019, 11:01:34      | 4. dubna 2019, 14:22:26 | 29. července 2019, 10:44 | 115 dní, 23 hodin, 43 minut | 29. června 2019                            |
| 118 | Cygnus NG-11 - CRS NG-11E        | USA           | Zásobovací let                    | Antares 230      | 17. dubna 2019 20:46:07      | 19. dubna 2019 09:28 | 6. srpna 2019, 16:15 | 109 dní, 6 hodin, 47 minut | 6. prosince 2019                           |
| 119 | SpaceX CRS-17 - CRS SpX-17       | USA           | Zásobovací let                    | Falcon 9 Block 5 | 4. května 2019, 06:48        | 6. května 2019, 13:33 | 3. června 2019, 16:01 | 28 dní, 2 hodiny, 28 minut | 3. června 2019, 21:10 (přistání)           |
| 120 | SpaceX CRS-18 - CRS SpX-18       | USA           | Zásobovací let                    | Falcon 9 Block 5 | 25. července 2019, 22:01:56  | 27. července 2019, 13:11 | 27. srpna 2019, 14:59 | 31 dní, 1 hodina, 48 minut | 27. srpna 2019, 20:20 (přistání)           |
| 121 | Progress MS-12 - ISS 73P         | Rusko         | Zásobovací let                    | Sojuz-2.1a       | 31. července 2019, 12:10:46  | 31. července 2019, 15:29 | 29. listopadu 2019, 10:25 | 120 dní, 18 hodin, 56 minut | 29. listopadu 2019                         |
| 122 | Sojuz MS-14 - ISS 60S            | Rusko         | Zkušební let                      | Sojuz-2.1a       | 22. srpna 2019, 03:38:32     | 27. srpna 2019, 03:08 | 6. září 2019, 18:14 | 23 dní, 18 hodin, 16 minut | 6. září 2019                               |
| 123 | Kounotori 8 - HTV-8              | Japonsko      | Zásobovací let                    | H-IIB            | 24. září 2019, 16:05:05      | 28. září 2019, 14:09 | 1. listopadu 2019, 17:21 | 34 dní, 3 hodiny, 12 minut | 3. listopadu 2019                          |
| 124 | Cygnus NG-12 - CRS NG-12         | USA           | Zásobovací let                    | Antares 230+     | 2. listopadu 2019, 13:59:47  | 4. listopadu 2019, 09:10 | 31. ledna 2020, 14:36 | 88 dní, 5 hodin, 26 minut | 17. března 2020                            |
| 125 | SpaceX CRS-19 - CRS SpX-19       | USA           | Zásobovací let                    | Falcon 9 Block 5 | 5. prosince 2019, 17:29:24   | 8. prosince 2019, 10:05 | 7. ledna 2020, 10:05 | 29 dní, 21 hodin, 18 minut | 7. ledna 2020, 15:42 (přistání)            |
| 126 | Progress MS-13 - ISS 74P         | Rusko         | Zásobovací let                    | Sojuz-2.1a       | 6. prosince 2019, 09:34:24   | 9. prosince 2019, 10:35 | 8. července 2020, 18:23 | 212 dní, 7 hodin, 48 minut | 8. července 2020                           |
| 127 | Boeing OFT - Boe OFT             | USA           | Zkušební let                      | Atlas V N22      | 20. prosince 2019, 11:36:43  | Kvůli závadě na časovači neprovedla kosmická loď včas zážeh, který ji měl navést na dráhu k ISS. Po dvou dnech letu loď Starliner přistála v Novém Mexiku. | Kvůli závadě na časovači neprovedla kosmická loď včas zážeh, který ji měl navést na dráhu k ISS. Po dvou dnech letu loď Starliner přistála v Novém Mexiku. | Kvůli závadě na časovači neprovedla kosmická loď včas zážeh, který ji měl navést na dráhu k ISS. Po dvou dnech letu loď Starliner přistála v Novém Mexiku. | 22. prosince 2019, 12:58:53 (přistání)     |
| 128 | Cygnus NG-13 - CRS NG-13         | USA           | Zásobovací let                    | Antares 230+     | 15. února 2020, 20:21:01     | 18. února 2020, 11:16 | 11. května 2020, 16:09 | 83 dní, 4 hodiny, 53 minut | 29. května 2020                            |
| 129 | SpaceX CRS-20 - CRS SpX-20       | USA           | Zásobovací let                    | Falcon 9 Block 5 | 7. března 2020, 04:52:56     | 9. března 2020, 10:25 | 7. dubna 2020, 13:06 | 29 dní, 2 hodiny, 41 minut | 7. dubna 2020, 18:50 (přistání)            |
| 130 | Progress MS-14 - ISS 75P         | Rusko         | Zásobovací let                    | Sojuz-2.1a       | 25. dubna 2020, 01:54:41     | 25. dubna 2020, 05:12 | 27. dubna 2021, 23.11 | 367 dní, 17 hodin, 59 minut | 29. dubna 2021                             |
| 131 | Kounotori 9 - HTV-9              | Japonsko      | Zásobovací let                    | H-IIB            | 20. května 2020, 17:31:05    | 25. května 2020, 12:13 | 18. srpna 2020, 17:37 | 85 dní, 5 hodin, 24 minut | 20. srpna 2020                             |
| 132 | Progress MS-15 - ISS 76P         | Rusko         | Zásobovací let                    | Sojuz-2.1a       | 23. července 2020, 14:26:21  | 23. července 2020, 17:45 | 9. února 2021, 05:21 | 200 dní, 11 hodin, 36 minut | 9. února 2021                              |
| 133 | Cygnus NG-14 - CRS NG-14         | USA           | Zásobovací let                    | Antares 230+     | 3. října 2020, 01:16:14      | 5. října 2020, 12:01 | 6. ledna 2021, 15:11 | 93 dní, 3 hodiny, 10 minut | 26. ledna 2021                             |
| 134 | SpaceX CRS-21 - CRS SpX 21       | USA           | Zásobovací let                    | Falcon 9 Block 5 | 6. prosince 2020, 16:17:46   | 7. prosince 2020, 13:40 | 12. ledna 2021, 14:05 | 35 dní, 19 hodin, 25 minut | 14. ledna 2021, 01:26 (přistání)           |

### 2021 a dál
|     | Kosmická loď               | Stát  | Mise                          | Nosná raketa     | Start (UTC)                  | Přistání u ISS (UTC)         | Odpojení (UTC)                   | Doba spojení s ISS                  | Zánik (případně přistání) (UTC)         |
| --- | -------------------------- | ----- | ----------------------------- | ---------------- | ---------------------------- | ---------------------------- | -------------------------------- | ----------------------------------- | --------------------------------------- |
| 135 | Progress MS-16 - ISS 77P   | Rusko | Zásobovací let                | Sojuz-2.1a       | 15. února 2021, 04:45:06     | 17. února 2021, 06:27        | 26. červenec 2021, 10:55         | 159 dní, 4 hodiny, 28 minut         | 26. července 2021                       |
| 136 | Cygnus NG-15 - CRS NG-15   | USA   | Zásobovací let                | Antares 230+     | 20. února 2021, 17:36:50     | 22. února 2021, 09:38        | 29. června 2021, 16:32           | 127 dní, 6 hodiny, 54 minut         | 2. července 2021, 01:15                 |
| 137 | SpaceX CRS-22 - CRS SpX 22 | USA   | Zásobovací let                | Falcon 9 Block 5 | 3. června 2021, 17:29:15     | 5. června 2021, 09:09        | 8. července 2021, 14:45          | 33 dní, 5 hodin, 36 minut           | 10. července 2021, 03:29 (přistání)     |
| 138 | Progress MS-17 - ISS-78P   | Rusko | Zásobovací let                | Sojuz-2.1a       | 29. června 2021, 23:27:20    | 2. července 2021, 00:59      | 20. října 2021, 23:42:27         | 110 dní, 22 hodin, 43 minut         | 25. listopadu 2021, 15:08               |
| 138 | Progress MS-17 - ISS-78P   | Rusko | Zásobovací let                | Sojuz-2.1a       | 29. června 2021, 23:27:20    | 22. října 2021, 04:21:07     | 25. listopadu 2021, 11:22:30     | 34 dní, 7 hodin, 1 minuta           | 25. listopadu 2021, 15:08               |
| 139 | Nauka - ISS-3R             | Rusko | Víceúčelový laboratorní modul | Proton-M         | 21. července 2021, 14:58:25  | 29. července 2021, 13:29     | let pokračuje                    | dosud 1461 dní                      | let pokračuje                           |
| 140 | Cygnus NG-16 - CRS NG-16   | USA   | Zásobovací let                | Antares 230+     | 10. srpna 2021, 22:01:05     | 12. srpna 2021, 13:42        | 20. listopadu 2021, 13:40        | 99 dní, 23 hodin, 56 minut          | 15. prosince 2021, 06:30-09:45          |
| 141 | SpaceX CRS-23 - CRS SpX 23 | USA   | Zásobovací let                | Falcon 9 Block 5 | 29. srpna 2021, 07:14:49     | 30. srpna 2021, 14:30        | 30. září 2021, 13:12             | 30 dní, 22 hodin, 42 minut          | 1. října 2021, 02:57 (přistání)         |
| 142 | Progress MS-18 - ISS 79P   | Rusko | Zásobovací let                | Sojuz-2.1a       | 28. října 2021, 00:00:32     | 30. října 2021, 01:31.19     | 1. června 2022, 08:02:51         | 214 dní, 6 hodin, 32 minut          | 1. června 2022, ~11:45                  |
| 143 | Pričal - ISS-6R            | Rusko | Uzlový modul                  | Sojuz-2.1b       | 24. listopadu 2021, 13:06:35 | 26. listopadu 2021, 15:19:39 | let pokračuje                    | dosud 1341 dní                      | let pokračuje                           |
| 143 | Progress M-UM - ISS-6R     | Rusko | Doprava modulu Pričal         | Sojuz-2.1b       | 24. listopadu 2021, 13:06:35 | 26. listopadu 2021, 15:19:39 | 22. prosince 2021, 23:03:00      | 26 dní, 7 hodin, 23 minut           | 23. prosince 2021, ~04:30               |
| 144 | SpaceX CRS-24 - CRS SpX 24 | USA   | Zásobovací let                | Falcon 9 Block 5 | 21. prosince 2021, 10:07:08  | 22. prosince 2021, 08:41     | 23. ledna 2022, 15:40            | 32 dní, 6 hodin, 59 minut           | 24. ledna 2021, 21:05 (přistání)        |
| 145 | Progress MS-19 - ISS 80P   | Rusko | Zásobovací let                | Sojuz-2.1a       | 15. února 2022, 04:25:40     | 17. února 2022, 07:03:20     | 23. října 2022, 22:45:34         | 248 dní, 15 hodin, 42 minut         | 24. října 2022, ~02:25                  |
| 146 | Cygnus NG-17 - CRS NG-17   | USA   | Zásobovací let                | Antares 230+     | 19. února 2022, 07:40:03     | 21. února 2022, 12:02        | 28. června 2022, ~07:00          | 126 dní a ~20 hodin                 | 29. června 2022, ~06:55                 |
| 147 | Boeing OFT-2 - Boe OFT-2   | USA   | Testovací let                 | Atlas V          | 19. května 2022, 22:54:47    | 21. května 2022, 00:28       | 25. května 2022, 18:36           | 4 dny, 18 hodin, 8 minut            | 25. května 2022, 22:49 (přistání)       |
| 148 | Progress MS-20 - ISS 81P   | Rusko | Zásobovací let                | Sojuz-2.1a       | 3. června 2022, 09:32:16     | 3. června 2022, 13:02:03     | 7. února 2023, 04:45:36          | 248 dní, 15 hodin, 54 minut         | 7. února 2023, 08:37                    |
| 149 | SpaceX CRS-25 - CRS SpX 25 | USA   | Zásobovací let                | Falcon 9 Block 5 | 15. července 2022, 00:44:22  | 16. července 2022, 17:21     | 19. srpna 2022, 15:05            | 33 dní, 23 hodin, 44 minut          | 20. srpna 2022, 18:53 (přistání)        |
| 150 | Progress MS-21 - ISS 82P   | Rusko | Zásobovací let                | Sojuz-2.1a       | 26. října 2022, 00:20:09     | 28. října 2022, 02:48:54     | 18. února 2023 02:26:24          | 112 dní, 23 hodin, 37 minut         | 19. února 2023 ~03:45                   |
| 151 | Cygnus NG-18 - CRS NG-18   | USA   | Zásobovací let                | Antares 230+     | 7. listopadu 2022, 10:32:42  | 9. listopadu 2022, 13:03     | 21. dubna 2023 11:20             | 162 dní, 19 hodin, 37 minut         | 22. dubna 2023 ~01:42                   |
| 152 | SpaceX CRS-26 - CRS SpX 26 | USA   | Zásobovací let                | Falcon 9 Block 5 | 26. listopadu 2022, 19:20:43 | 27. listopadu 2022, 12:39    | 9. ledna 2023, 22:05             | 43 dní, 9 hodin, 26 minut           | 11. ledna 2023 (přistání)               |
| 153 | Progress MS-22 - ISS 83P   | Rusko | Zásobovací let                | Sojuz-2.1a       | 9. února 2023, 06:15:36      | 11. února 2023, 08:45:21     | 20. srpna 2023, 23:50:30         | 190 dní, 15 hodin, 5 minut          | 21. srpna 2023 ~03:35                   |
| 154 | SpaceX CRS-27 - CRS SpX 27 | USA   | Zásobovací let                | Falcon 9 Block 5 | 15. března 2023, 00:30:42    | 16. března 2023, 11:31:43    | 15. dubna 2023, 15:05            | 30 dní, 3 hodiny, 34 minut          | 15. dubna 2023, 20:58 (přistání)        |
| 155 | Progress MS-23 - ISS 84P   | Rusko | Zásobovací let                | Sojuz-2.1a       | 24. května 2023, 12:56:07    | 24. května 2023, 16:18:43    | 29. listopadu 2023, 07:55:26 UTC | 188 dní, 15 hodin, 37 minut         | 29. listopadu 2023, ~11:35              |
| 156 | SpaceX CRS-28 - CRS SpX 28 | USA   | Zásobovací let                | Falcon 9 Block 5 | 5. června 2023, 15:47        | 6. června 2023, 09:54        | 29. června 2023, 16:30           | 23 dní, 6 hodin, 36 minut           | 30. června 2023, 14:30 (přistání)       |
| 157 | Cygnus NG-19 - CRS NG-19   | USA   | Zásobovací let                | Antares 230+     | 2. srpna 2023, 00:31:17      | 4. srpna 2023, 12:28         | 22. prosince 2023, ~10:00        | 139 dní, 21 hodin, 32 minut         | 9. ledna 2024, 18:22                    |
| 158 | Progress MS-24 - ISS 85P   | Rusko | Zásobovací let                | Sojuz-2.1a       | 23. srpna 2023, 01:08:10     | 25. srpna 2023, 03:45:18     | 13. února 2024, 02:09:30         | 171 dní, 22 hodin, 24 minut         | 13. února 2024, ~05:46                  |
| 159 | SpaceX CRS-29 - CRS SpX 29 | USA   | Zásobovací let                | Falcon 9 Block 5 | 10. listopadu 2023, 01:28:14 | 11. listopadu 2023, 10:07    | 21. prosince 2023, 22:05         | 40 dní, 11 hodin, 58 minut          | 22. prosince 2023, ~17:33 (přistání)    |
| 160 | Progress MS-25 - ISS 86P   | Rusko | Zásobovací let                | Sojuz-2.1a       | 1. prosince 2023, 09:25:12   | 3. prosince 2023, 11:18:33   | 28. května 2024, 08:39:22        | 176 dní, 21 hodin, 21 minut         | 28. května 2024, ~12:20                 |
| 161 | Cygnus NG-20 - CRS NG-20   | USA   | Zásobovací let                | Falcon 9 Block 5 | 30. ledna 2024, 17:07        | 1. února 2024, 12:14         | 12. července 2024, ~08:00        | 161 dní, 19 hodin, 46 minut         | 13. července 2024. ~15:55               |
| 162 | Progress MS-26 - ISS 87P   | Rusko | Zásobovací let                | Sojuz-2.1a       | 15. února 2024, 03:25:06     | 17. února 2024, 06:06:13     | 13. srpna 2024, 02:00:32         | 177 dní, 19 hodin, 48 minut         | 13. srpna 2024, ~05:41                  |
| 163 | SpaceX CRS-30 - CRS SpX 30 | USA   | Zásobovací let                | Falcon 9 Block 5 | 21. března 2024, 20:55:09    | 23. března 2024, 11:19       | 28. dubna 2024, 17:10            | 36 dní, 5 hodin, 51 minuta          | 30. dubna 2024, 05:38 (přistání)        |
| 164 | Progress MS-27 - ISS 88P   | Rusko | Zásobovací let                | Sojuz-2.1a       | 30. května 2024, 09:42:59    | 1. června 2024, 11:43:05     | 19. listopadu 2024, 12:53:27     | 171 dní, 1 hodina, 10 minut         | 19. listopadu 2024, ~16:43              |
| 165 | Cygnus NG-21 - CRS NG-21   | USA   | Zásobovací let                | Falcon 9 Block 5 | 4. srpna 2024, 15:02:53      | 6. srpna 2024, 09:33         | 28. března 2025, ~08:50          | 233 dní, 23 hodin, 17 minut         | 30. března 2025, ~10:15                 |
| 166 | Progress MS-28 - ISS 89P   | Rusko | Zásobovací let                | Sojuz-2.1a       | 15. srpna 2024, 03:20:18     | 17. srpna 2024, 05:53:17     | 25. února 2025, 20:17:33         | 192 dní, 14 hodin, 24 minut         | 25. února 2025, ~23:57                  |
| 167 | SpaceX CRS-31 - CRS SpX 31 | USA   | Zásobovací let                | Falcon 9 Block 5 | 5. listopadu 2024, 02:29:31  | 5. listopadu 2024, 13:52:08  | 16. prosince 2024, 16:05         | 41 dní, 1 hodina, 13 minut          | 17. prosince 2024, ~18:39:30 (přistání) |
| 168 | Progress MS-29 - ISS 90P   | Rusko | Zásobovací let                | Sojuz-2.1a       | 21. listopadu 2024, 12:22:23 | 23. listopadu 2024, 14:31:16 | 1. července 2025, 18:43:28       | 220 dní, 4 hodiny, 12 minut         | 1. července 2025, ~22:30 (zánik)        |
| 169 | Progress MS-30 - ISS 91P   | Rusko | Zásobovací let                | Sojuz-2.1a       | 27. února 2025, 21:24:27     | 1. března 2025, 23:02:30     | září 2025 (plánováno)            | ~190 dní (plánováno), dosud 152 dní | let pokračuje                           |
| 170 | SpaceX CRS-32 - CRS SpX 32 | USA   | Zásobovací let                | Falcon 9 Block 5 | 21. dubna 2025, 08:15:45     | 22. dubna 2025, 12:40        | 23. května 2025, 16:05           | 31 dní, 3 hodiny, 25 minut          | 25. května 2025, 05:44 (přistání)       |
| 171 | Progress MS-31 - ISS 92P   | Rusko | Zásobovací let                | Sojuz-2.1a       | 3. července 2025, 19:32:40   | 5. července 2025, 21:25:45   | leden 2026 (nejdř.) (plánováno)  | ~190 dní (plánováno), dosud 24 dní  | let pokračuje                           |